# Myrianida edwardsi
Myrianida edwardsi är en ringmaskart som först beskrevs av Saint Joseph 1887.  I den svenska databasen Dyntaxa används istället namnet Myrianida edwarsi. Myrianida edwardsi ingår i släktet Myrianida och familjen Syllidae. Arten är reproducerande i Sverige. Inga underarter finns listade i Catalogue of Life.